# Californication (альбом)
«Californication» — сьомий студійний альбом американського рок-гурту «Red Hot Chili Peppers» , випущений 8 червня 1999 року. Як і дві попередні платівки гурту, альбом був спродюсований Ріком Рубіном та випущений на мейджор-лейблі Warner Music Group. «Californication» ознаменував повернення гітариста Джона Фрушанте, який покинув «Red Hot Chili Peppers» 1992 року під час туру на підтримку альбому «Blood Sugar Sex Magik». Фрушанте офіційно повернувся до складу гурту 1998 року, замінивши Дейва Наварро. Крім звичних для групи сексуальних тем, альбом зачіпає такі теми як смерть, самогубство, наркотик, глобалізація, а також подорожі.
В альбом увійшли такі хіти як «Californication», «Around the world», «Otherside», а також «Scar Tissue», яка виграла премію Ґреммі 2000 року в номінації «найкраща рок-пісня».
«Californication» — найбільш комерційно успішний альбом  групи. Він добрався до 3-го рядка хіт-параду Billboard 200:. на сьогодні проданий тиражем понад 16 мільйонів копій, включаючи 5 мільйонів в США.

## Підґрунтя
Гітарист Джон Фрушанте покинув «Red Hot Chili Peppers» в 1992 році під час туру на підтримку альбому «Blood Sugar Sex Magik», оскільки не міг змиритися з збільшеною популярністю гурту. Минуло більше року, перш ніж гурт знайшов нового гітариста, з яким музиканти офіційно почали записувати новий альбом. Дейв Наварро, колишній учасник «Jane's Addiction», був запрошений на місце Аріка Маршалла, якого музиканти взяли в гурт, щоб закінчити частину туру «Blood Sugar Sex Magik».
Наварро справив великий вплив на звучання «Red Hot Chili Peppers», впровадивши в альбом «One Hot Minute» значні елементи хеві-метала. «One Hot Minute» погано продавався порівняно з «Blood Sugar Sex Magik». Критики відкинули альбом, заявивши, що він слабкий та несфокусований. Наварро був звільнений 1998 року через розбіжності всередині гурту, що почасти виникли через те, що Наварро почав активно приймати наркотики.
Фрушанте впав у важку залежність від героїну та кокаїну в роки, що послідували за його відходом з гурту, в результаті залишившись у злиднях і на межі смерті. У січні 1998 року друзі переконали його пройти реабілітацію. У квітні того ж року, після того як Фрушанте пройшов курс реабілітації, його відвідав Флі та запросив знову приєднатися до гурту, на що Фрушанте охоче погодився.

## Запис і музика
Значну частину матеріалу для альбому було складено музикантами у себе вдома влітку 1998 року — Кідіс та Фрушанте часто проводили час разом, обговорюючи створення пісень, текстів та гітарних рифів. Бас-секція та перкусія створювалися під час джем-сесій, а також під час індивідуальної роботи Флі та Сміта.
Фрушанте розробляв гітарну лінію пісні «Scar Tissue» як спробу використовувати дві ноти, що грають з великою затримкою, але в результаті отримав «класний ритм». Він винайшов цю техніку на своєму першому сольному альбомі «Niandra Lades and Usually Just a T-Shirt». Фрушанте назвав «Scar Tissue» «дуже простим прикладом цієї техніки, але я думаю, що це стиль, який мені йде». Фрушанте використовував слайд-гітару для соло в цій композиції. Натхненням для пісні «Emit Remmus», в якій активно використовується гітарний фідбек, були нетривалі стосунки Кідіс з учасницею групи «Spice Girls» Мелані Сі.
Пісня «Get On Top», в якій активно використаний wah-wah-ефект, сформувалася під час джем-сесії, проведеної незабаром після прослуховування Фрушанте гурту Public Enemy. Гітарне соло, грати в середині цієї композиції, спочатку повинно було бути більш яскраво вираженим. Фрушанте вирішив змінити його звучання після прослуховування гітарного соло в пісні «Siberian Khatru» гурту Yes: «[Yes] звучали по-справжньому сильно, вони грали по-справжньому швидко, а потім виникає це чисте соло. Це насправді красиво, як-ніби воно лежить на своїй полиці. Для „Get on Top“ я хотів зіграти щось середнє між соло і бекграундом». Композиція «Savior» містить сильні синтезаторні ефекти. Фрушанте зазначив, що саунд цієї пісні безпосередньо натхненний грою Еріка Клептона в Cream: «якщо послухати власне ноти, то вони схожі на соло Клептона, вони просто звучать по-іншому через ефектів».
Хіт «Around the World», повертає гурт до фанкового звучання, був створений Фрушанте у себе вдома. Оскільки у цієї пісні складний ритм, вимагалося більше грати її разом з групою, ніж на самоті, щоб решта музикантів її зрозуміли. Басова лінія була складена приблизно за 15 хвилин, згідно з Фрушанте: «Флі — найкращий бас-гітарист в світі. Його почуття ритму просто приголомшливо».
Заголовна пісня була одним із найскладніших моментів при створенні альбому. Фрушанте відчував себе зобов'язаним написати гітарну партію, яка б відповідала тексту пісні, але зіткнувся з труднощами. Створення пісні просувалася повільно, і вона була б занедбана, якби Кідіс не наполягав включити її до альбому. Фрушанте закінчив фінальний рифф за два дні до запису пісні, почерпнувши натхнення з саундтрека групи The Cure до фільму «Carnage Visors».

## Назва альбому
Слово Californication взято з наклейок, що всюди видніли на бамперах автомашин в 70—80-ті роки в штаті Орегон: «Don 't Californicate Oregon». Саме слово — мовна контамінація: Californication = California + Fornication. (англ. fornication — «позашлюбний зв'язок», «блуд», «перелюбство»).

## Випуск та просування
Рік Рубін продюсував два попередні альбоми гурту. Тим не менш Red Hot Chili Peppers вирішили зайнятися пошуками іншого продюсера для Californication. Девід Боуї висловлював величезний інтерес до роботи з гуртом та попросив узяти його продюсером. Але в підсумку музиканти вирішили залишити продюсером Рубіна. У минулому Рубін гарантував гуртові свободу творчості, що музиканти вважали за необхідне для створення унікального альбому. Запис відбувалася в студії Cello Studios в Лос-Анжелесі. На початку 1999 року, в період запису, гурт зіграв пісні «Scar Tissues», «Otherside» та «Californication» своїм менеджерам, в результаті було вирішено, що «Scar Tissue» стане першим синглом з альбому.
Californication був випущений 8 червня 1999 року, дебютувавши на 5-му місці Billboard 200. Альбом досяг 5-го місця у британському чарті UK Top 40. Альбом став «золотим» 22 липня 1999 року, менш ніж через два місяці після релізу. У Німеччині альбом залишався в чартах 114 тижнів (більше двох років) і був проданий тиражем 750 000 копій, ставши тричі «золотим». У березні 2006 року в інтернет-магазині iTunes стали доступні бісайдів з Californication («Fat Dance», «Over Funk» і «Quixoticelixer»).

## Тур в підтримку альбому
Одразу ж після випуску Californication група вирушила в тур на підтримку альбому, починаючи з США. У завершенні американської частини туру група була запрошена виступити на закритті фестивалю Вудсток '99, який в результаті придбав погану репутацію через те, що закінчився насильством. Музикантів поінформували за кілька хвилин до прибуття, що публіка вийшла з-під контролю, а багаття, розведені на фестивалі, переросли в пожежу. Коли Red Hot Chili Peppers виконували кавер-версію пісні «Fire» Джимі Хендрікса як свій останній номер, напруга серед публіки переросла в насильство.
Як початок європейського туру група відіграла безкоштовний концерт на Червоній Площі у Москві 14 серпня 1999 року перед більш ніж 200 000 глядачами. Кідіс згадував про цей концерт:

«Червона Площа була наслише до відмови забита росіянами, що нам знадобився поліцейський ескорт, щоб підібратися до сцени».
Оригінальний текст (англ.)
Red Square was so filled with wall-to-wall Russians that we needed a police escort to get near the stage.
— Kiedis and Sloman (2004) 
Слідом за європейською частиною туру група виступила в Японії, а потім на фестивалі Big Day Out в Австралії. Флі почав відчувати, що через втому від турне група стала давати менш енергійні концерти. Одним з останніх виступів туру став фестиваль Rock in Rio|Rock in Rio 3.

## Відгуки
На відміну від попереднього альбому, Californication отримав позитивні відгуки та досяг більшого успіху у всьому світі. Журнал Rolling Stone відзначив покращений вокал Кідіса. Деякі критики віднесли причину успіху альбому до повернення Фрушанте. Грег Прато з All Music Guide написав, що «очевидна причина переродження гурту полягає у поверненні Фрушанте», назвавши його «найбільш типовим гітаристом RHCP». Альбом в цілому він назвав «справжньою класикою Chili Peppers». Журнал Entertainment Weekly відзначив Фрушанте за нове звучання гурту: «більш розслаблений, менш різкий і, у своєму роді, їх найбільш інтроспективним альбомом».
У той час як багато критики знайшли звучання альбому свіжим, журнал New Musical Experss розкритикував гурт за мале використання музикантами свого фірмового фанкового звучання. Мережевий журнал Pitchfork, називаючи альбом тріумфальним у порівнянні з One Hot Minute, визнав, що Californication не вистачає фанку, який був повсюдним в Blood Sugar Sex Magik. Також видання охарактеризувало Фрушанте як «найкращого американського рок-гітариста екстра-класу з тих, що живуть зараз».
Альбом справив багато найважливіших хітів для гурту. «Scar Tissue» виграла премію «Греммі» за найкращу рок-пісню 2000 року. П'ять із шістнадцяти пісень на збірнику Red Hot Chili Peppers Greatest Hits взяті з Californication.
Альбом був розкритикований за той аспект свого звучання, який Тім Андерсон з Ґардіан назвав «непомірною компресією та дісторшном». Журнал Stylus назвав альбом однієї з жертв так званої війни гучності та відзначив, що пластинка постраждала від цифрового кліппінгу наслише сильно, що «навіть слухачі, які не є аудіофілами, скаржилися на це». В інтернеті циркулює альтернативна версія альбому з відмінним списком пісень та зведенням, можливо є предрелізом.

### Досягнення
| Публікатор                  | Країна          | Список                                                     | Рік  | Місце |
| --------------------------- | --------------- | ---------------------------------------------------------- | ---- | ----- |
| Роберт Даймері              | США             | 1001 альбом, які вам слід прослухати перед тим, як помрете | 2005 | *     |
| Rolling Stone               | США             | 500 найкращих альбомів                                     | 2003 | 399   |
| Classic Rock & Metal Hammer | Велика Британія | «200 найвидатніших альбомів 90-х»                          | 2006 | *     |
| Mojo                        | Велика Британія | «100 найбільших альбомів нашого часу 1993–2006»            | 2006 | 89    |
| Rolling Stone               | Німеччина       | «500 найкращих альбомів всіх часів»                        | 2005 | 189   |
| Зала слави рок-н-ролу       | США             | «200 найкращих альбомів усіх часів»                        | 2007 | 92    |

* немає рейтингу

## Трек-лист
1. «Around the World» — 3:58
2. «Parallel Universe» — 4:30
3. «Scar Tissue» — 3:37
4. «Otherside» — 4:15
5. «Get on Top» — 3:18
6. «Californication» — 5:21
7. «Easily» — 3:51
8. «Porcelain» — 2:43
9. «Emit Remmus» — 4:00
10. «Like Dirt» — 2:37
11. «This Velvet Glove» — 3:45
12. «Savior» — 4:52
13. «Purple Stain» — 4:13
14. «Right on Time» — 1:52
15. «Road Trippin» — 3:25

## Учасники запису
| Red Hot Chili Peppers - Ентоні Кідіс — вокал - Майкл «Флі» Бальзарі — бас-гітара, бек-вокал - Джон Фрушанте — гітара, бек-вокал, клавішні - Чад Сміт — ударні, перкусія Додаткові музиканти - Грег Карстін (англ. Greg Kurstin) — клавішні - Патрік Воррен (англ. Patrick Warren) — орган («Road Trippin'») Додатковий персонал - Лоуренс Азеррад (англ. Lawrence Azerrad) — артдиректор - Соня Коскофф (англ. Sonya Koskoff) — фотографії - Red Hot Chili Peppers — артдиректор - Тоні Вуліскрофт (англ. Tony Wooliscroft) — фотографії | Студійний персонал - Ок Хі Кім (англ. Ok Hee Kim) — асистент інженера - Грег Коллінз (англ. Greg Collins) — додатковий звукоінженер - Владо Меллер (англ. Vlado Meller) — мастеринг - Майк Ніколсон (англ. Mike Nicholson) — додатковий звукорежисер - Рік Рубін — продюсер - Джим Скотт (англ. Jim Scott) — звукоінженер, зведення - Джон Соренсен (англ. John Sorenson) — додатковий інженер - Грег Фідельман (англ. Greg Fidelman) — додатковий звукоінженер - Дженніфер Хіллард (англ. Jennifer Hilliard) — асистент звукоінженера - Кріс Холмс (англ. Chris Holmes) — зведення - Ліндсей Чейз (англ. Lindsay Chase) — координатор запису - Девід Шифман (англ. David Schiffman) — додатковий інженер |

## Чарти
| Чарт (1999–2011)   | Вища Позиція |
| ------------------ | ------------ |
| Австралія          | 1            |
| Австрія            | 2            |
| Бельгія (Flanders) | 6            |
| Бельгія (Wallonia) | 13           |
| Канада             | 2            |
| Данія              | 2            |
| Європа             | 1            |
| Фінляндія          | 1            |
| Франція            | 2            |
| Німеччина          | 2            |
| Ірландія           | 4            |
| Італія             | 1            |
| Японія             | 7            |
| Нова Зеландія      | 1            |
| Норвегія           | 1            |
| Польща             | 22           |
| Португалія         | 2            |
| Іспанія            | 1            |
| Швеція             | 1            |
| Швейцарія          | 3            |
| UK Albums Chart    | 5            |
| Billboard 200      | 3            |

| Рік  | Пісня               | Вища позиція | Вища позиція | Вища позиція | Вища позиція | Вища позиція | Вища позиція | Вища позиція | Вища позиція | Вища позиція | Вища позиція |
| Рік  | Пісня               | US           | US Mod       | US Main      | UK           | CAN          | CAN Alt      | SWE          | NZ           | FR           | SWI          |
| ---- | ------------------- | ------------ | ------------ | ------------ | ------------ | ------------ | ------------ | ------------ | ------------ | ------------ | ------------ |
| 1999 | «Scar Tissue»       | 9            | 1            | 1            | 15           | 4            | 1            | —            | 3            | 66           | —            |
| 1999 | «Around the World»  | —            | 7            | 16           | 35           | —            | 18           | —            | 35           | —            | —            |
| 2000 | «Otherside»         | 14           | 1            | 2            | 33           | 32           | 1            | 19           | 5            | —            | 65           |
| 2000 | «Californication»   | 69           | 1            | 1            | 16           | 59           | 1            | 37           | 8            | —            | —            |
| 2000 | «Parallel Universe» | —            | 37           | 29           | —            | —            | —            | —            | —            | —            | —            |
| 2000 | «Road Trippin'»     | —            | —            | —            | 30           | —            | —            | —            | 44           | —            | 91           |